# Penny Wong

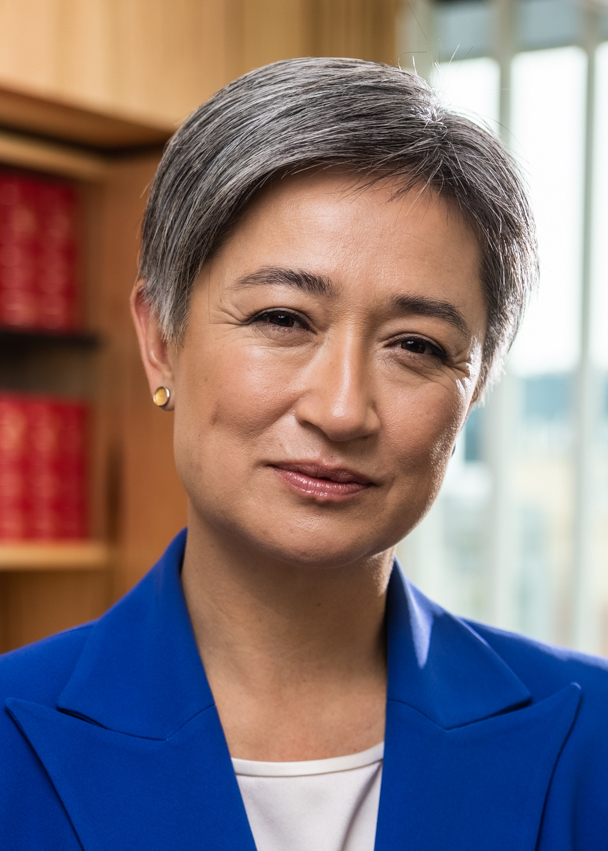
Penny Wong (2021)

Penelope Ying-Yen „Penny“ Wong (chinesisch 黃英賢 / 黄英贤, Pinyin Huáng Yingxián; * 5. November 1968 in Kota Kinabalu, Sabah, Malaysia) ist eine malaysisch-australische Politikerin und seit dem 23. Mai 2022 Außenministerin Australiens. Zuvor war sie ab 2013 die Oppositionsführerin im australischen Senat. Sie war von 2007 bis 2010 australische Ministerin für Klimawandel und Wasser und von 2010 bis 2013 Ministerin für Finanzen und Deregulierung, und seit 2002 Senatorin. Sie war das erste offen homosexuelle und das erste in Asien geborene Mitglied eines australischen Regierungskabinetts.

## Biografie
Wong wurde am 5. November 1968 in Kota Kinabalu, Sabah, in Malaysia geboren. Mit acht Jahren zog sie mit ihrer Mutter und ihrem Bruder nach Australien, nachdem sich ihre australische Mutter von ihrem malaysischen Ehemann getrennt hatte. Nach ihrer weiteren Schulausbildung in Australien studierte Wong an der University of Adelaide Kunst und Rechtswissenschaften. Während ihres Studiums arbeitete Wong nebenbei für die Gewerkschaft Construction, Forestry, Mining and Energy Union (CFMEU). 1988 wurde Wong Mitglied der Australian Labor Party. 1992 graduierte Wong an der Universität und erhielt im Anschluss eine Anstellung bei der CFMEU. 2002 gelang ihr erstmals der Einzug ins Parlament als Senatorin für die Australian Labor Party. Nach den Parlamentswahlen in Australien 2007 wurde Wong zur Ministerin für Klimawandel und Wassermangel im Kabinett von Kevin Rudd ernannt.
Wong gilt als Befürworterin des Kyoto-Protokolls und die australische Regierung unterzeichnete dieses Abkommen am 3. Dezember 2007.
Im Kabinett von Julia Gillard wurde Penny Wong im September 2010 Ministerin für Finanzen und Deregulierung. Im zweiten Kabinett von Kevin Rudd war sie weiterhin Ministerin für Finanzen und zusätzlich Führerin der Regierung im Senat.
Ihre Ehefrau, die sie im März 2024 heiratete, brachte im Dezember 2011 eine Tochter zur Welt.
Seit dem 23. Mai 2022 ist sie Außenministerin Australiens.